# Tunnelhill (Pennsilvània)
Tunnelhill és una població dels Estats Units a l'estat de Pennsilvània. Segons el cens del 2000 tenia 409 habitants.

## Demografia
Segons el cens del 2000, Tunnelhill tenia 409 habitants, 178 habitatges, i 100 famílies. La densitat de població era de 329 habitants/km².
Dels 178 habitatges en un 23% hi vivien nens de menys de 18 anys, en un 42,1% hi vivien parelles casades, en un 8,4% dones solteres, i en un 43,8% no eren unitats familiars. En el 38,8% dels habitatges hi vivien persones soles el 21,9% de les quals corresponia a persones de 65 anys o més que vivien soles. El nombre mitjà de persones vivint en cada habitatge era de 2,27 i el nombre mitjà de persones que vivien en cada família era de 3,09.
Per edats la població es repartia de la següent manera: un 19,8% tenia menys de 18 anys, un 8,1% entre 18 i 24, un 23,7% entre 25 i 44, un 24% de 45 a 60 i un 24,4% 65 anys o més.
L'edat mediana era de 44 anys. Per cada 100 dones de 18 o més anys hi havia 87,4 homes.
La renda mediana per habitatge era de 22.604$ i la renda mediana per família de 34.500$. Els homes tenien una renda mediana de 23.500$ mentre que les dones 16.250$. La renda per capita de la població era de 13.042$. Entorn del 10,4% de les famílies i el 16,9% de la població estaven per davall del llindar de pobresa.

## Poblacions més properes
El següent diagrama mostra les poblacions més properes.